# Сансони
Сансо́ни — династія паризьких катів, яка виконувала обов'язки у 1688–1847 роках.
У 1688 році указом Людовика XIV руанський кат Шарль Сансон був призначений головним катом Парижа, де і заснував свою династію. Сім поколінь ці люди служили «виконавцями високих справ». Усі відомі кримінальні і політичні злочинці Франції протягом двох сторіч були страчені членами сім'ї Сансон.
Кати вважалися знедоленими людьми. Існувало повір'я, що якщо людина доторкнеться до ката чи його знаряддя, то закінчить життя на ешафоті. Тому представники цієї професії водили дружбу між собою, одружувалися і брали в дружини в основному з сімей катів паризьких і провінційних. Посада в примусовому порядку передавалася від батька до сина або чоловіку дочки. Молодші сини з паризької династії Сансон ставали катами провінційними.
Особливо багато страт випало на долю паризького ката Шарля Анрі Сансона, який в період французької Революції стратив Людовіка XVI, Марію-Антуанетту, Дантона і багатьох інших знаменитих і простих французів. При ньому була введена гільйотина. Шарль Анрі Сансон не витримав численних кривавих страт часів Революції і пішов у відставку. Вже його син стратив Робесп'єра.
Історія династії Сансон закінчилася безславно. Був період, коли довгий час не виконувались страти, і останній представник династії Клеман Анрі Сансон, працював відрядно-почасово, наробив купу боргів. У результаті він був змушений закласти гільйотину. У цей час надійшло замовлення, Сансон кинувся до лихваря, щоб взяти на час своє «знаряддя праці», але той категорично відмовився її видати. В результаті останній представник династії Сансон був з ганьбою звільнений.
Якби не цей прикрий випадок, ще років 100 династія Сансон виконувала б свої обов'язки, бо смертна кара у Франції була скасована тільки в 1981 році.